# Тільки ти (фільм, 1972)
«Тільки ти» (рос. «Только ты») — український радянський музичний художній фільм 1972 року режисера Євгена Шерстобитова за мотивами оперети Ісаака Дунаєвського «Біла акація» (написаною за п'єсою В. Масса і А. Червінського).
Назва фільму взято з рядка першого музичного номера героїні, що виражає її любов до моря: «Тільки ти можеш щастя мені дати, тільки ти!».
Прем'єра відбулася 14 грудня 1972 року.

## Сюжет
Юна одеситка Тоня Чумакова закохана в море і капітана китобійного судна. У морі, на посаді радистки вона бореться за свою любов і перемагає.

## У ролях
- Ірина Борисова —  Антоніна Іванівна Чумакова, радистка на китобійної базі «Радянська Україна» (вокал Діана Петриненко)
- Микола Соловйов —  Максим Чайка, капітан китобійного корабля «Нещадний»   (вокал Микола Соловйов)
- Галина Стеценко — Лариса Аркадіївна (вокал В. Вотріна)
- Спартак Мішулін — Яків Плутарховіч Наконечніков (Яшка «Буксир»), постачальник
- Сергій Сібель —  Льоша Велетнів, шанувальник Тоні
- Фелікс Пантюшин —  Саша Лопатенко, шанувальник Тоні
- Микола Гаврилов —  Петро Тимофійович, дядько Тосі
- Галина Нехаєвська —  Катя, буфетниця на китобійної базі
- Олександр Мілютін —  Трофимов, шанувальник Каті
- Олександр Гай —  Олександр Дмитрович, капітан «Радянської України»
- Валерій Панарін —  старпом «Нещадного»
- Віталій Дорошенко —  моряк
- Лев Перфілов —  радіокорреспондент
- Валентин Грудінін
- Віктор Поліщук —  начальник радіостанції «Радянської України»
- Юрій Рудченко —  моряк

## Творча група
- Автори сценарію: Володимир Масс, Євген Шерстобитов
- Режисер-постановник: Євген Шерстобитов
- Оператор-постановник: Михайло Чорний
- Композитор: Борис Клур (за мотивами Ісаака Дунаєвського)
- Художник-постановник: Петро Слабинский
- Балетмейстер-постановник: Борис Каменкович
- Режисер: Юрій Тупицький
- Звукооператор: Натан Трахтенберг
- Оператор: А. Кравченко, документальні зйомки — Костянтин Лавров
- Художник-декоратор: Микола Терещенко
- Художники: по костюмах — Н. Кібальчич, по гриму — Галина Тишлек
- Режисер монтажу: Алла Голубенко
- Редактор: Валентина Ридванова
- Естрадно-симфонічний оркестр, диригент — Ігор Ключарьов
- Директор картини: Григорій Чужий